# オールモスト・ネバー 夢みるバンド物語
オールモスト・ネバー 夢みるバンド物語（原題：Almost Never）は、2019年1月15日からCBBCで放送されているイギリスのミュージカルドラマ。日本ではNHK Eテレで2022年5月8日から7月31日までシーズン1が放送され、2022年11月13日から2023年2月12日までシーズン2が放送された。

## ストーリー
オーディション番組「ザ・スポットライト」のファイナルにネイト/ハリー/オークリーの属するボーイズバンド「ザ・ワンダーランド」と、ガールズグループ「ガールズ・ヒア・ファースト」の2組が残った。優勝したのは「ガールズ・ヒア・ファースト」だった。「ザ・ワンダーランド」は準優勝に終わった。
それまで「ザ・ワンダーランド」を推していたマネージャーのサーシャはあっさりと彼らを見捨て「ガールズ・ヒア・ファースト」と契約する。
音楽で成功する夢をあきらめられない3人はデビューを目指し新たな一歩を踏み出す。

## キャラクター
- ネイト
  - 演 - ナサニエル・ダス、日本語吹き替え - 矢野奨吾[1]
- ハリー
  - 演 - ハリー・スティル、日本語吹き替え - 鈴木崚汰[1]
- オークリー
  - 演 - オークリー・オーチャード、日本語吹き替え - 土屋神葉[1]
- クロエ
  - 演 - ティリー・アマーティ、日本語吹き替え - 宮本侑芽[1]
- サーシャ
  - 演 - キンバリー・ワイアット、日本語吹き替え - 木下紗華
- マイア
  - 演 - マイア＝レシア・ネイラー、日本語吹き替え - 芹沢里桜
- ダン
  - 演 - ライアン・アーリー、日本語吹き替え - 坂詰貴之
- タイラ
  - 演 - タイラ・リチャードソン、日本語吹き替え - 寿美菜子[3]
- ジョーダン
  - 演 - アストン・メリーゴールド、日本語吹き替え - 櫻井トオル[3]

## エピソード
日本の放送ではカバー曲を邦題として使用している。
| 話数      | 邦題                                         | 原題                      | 日本放送日     |
| シーズン1 | シーズン1                                    | シーズン1                 | シーズン1      |
| --------- | -------------------------------------------- | ------------------------- | -------------- |
| 1         | スティッチズ                                 | The Spotlight             | 2022年05月08日 |
| 2         | ムーヴス・ライク・ジャガー                   | The Concert               | 2022年05月15日 |
| 3         | ヤングブラッド                               | The Single                | 2022年05月22日 |
| 4         | ホー・ヘイ                                   | The Photo                 | 2022年05月29日 |
| 5         | ドント・ビー・ソー・ハード・オン・ユアセルフ | The Squid                 | 2022年06月05日 |
| 6         | パーフェクト・ストレンジャーズ               | The Middle Eight          | 2022年06月12日 |
| 7         | アイ・ノウ・ユー                             | The Live Lounge           | 2022年06月19日 |
| 8         | スーパーヒーローズ                           | The Birthday              | 2022年06月26日 |
| 9         | バーン                                       | The Chicken               | 2022年07月03日 |
| 10        | リーブ・ライト・ナウ                         | The Ice Cream             | 2022年07月10日 |
| 11        | リップタイド                                 | The Boxing                | 2022年07月17日 |
| 12        | ベスト・フェイク・スタイル                   | The Lost Guitar           | 2022年07月24日 |
| 13        | オールモスト・ネバー・ディド                 | The Prom                  | 2022年07月31日 |
| シーズン2 |                                              |                           |                |
| 14        | オンリー・ワン                               | Hot Wings                 | 2022年11月13日 |
| 15        | ドント・コール・ミー・アップ                 | The Stadium Show          | 2022年11月20日 |
| 16        | ララバイ                                     | Managers                  | 2022年11月27日 |
| 17        | オールモスト・ネバー・ディド...アゲイン      | Do the Fandango           | 2022年12月04日 |
| 18        | スーパースター                               | The Mall                  | 2022年12月11日 |
| 19        | ユー・アンド・ミー・ソング                   | The Sound of Silence      | 2022年12月18日 |
| 20        | ホウェン・ザ・スノー・フォールズ (パート1)   | The Homecoming – Part One | 2022年12月25日 |
| 21        | ホウェン・ザ・スノー・フォールズ (パート2)   | The Homecoming – Part Two | 2023年01月08日 |
| 22        | アイム・スティル・ウェイティング             | Boy in the Woods          | 2023年01月15日 |
| 23        | ホールディン・ミー・バック                   | Next Stop the Grannies    | 2023年01月22日 |
| 24        | ネヴァー・リアリー・オーバー                 | Press Conference          | 2023年01月29日 |
| 25        | アイム・イン・トラブル                       | The Send Off              | 2023年02月05日 |
| 26        | ザ・サウンド                                 | Time to Say Goodbye       | 2023年02月12日 |
| シーズン3 |                                              |                           |                |
| 27        |                                              | The Intern                |                |
| 28        |                                              | Class Act                 |                |
| 29        |                                              | A Big Joke                |                |
| 30        |                                              | Rap Battle                |                |
| 31        |                                              | The Break Up Song         |                |
| 32        |                                              | Spot The Difference       |                |
| 33        |                                              | Finding John              |                |
| 34        |                                              | Awards Night              |                |
| 35        |                                              | Fashion Victims           |                |
| 36        |                                              | The Deal                  |                |